# Rossijskaja nacional'naja muzykal'naja premija Viktorija
Rossijskaja nacional'naja muzykal'naja premija Viktorija (in russo Российская национальная музыкальная премия Виктория?; in sigla RNMP) è uno dei premi musicali che si tiene annualmente in Russia. È considerato l'equivalente russo dei Grammy Award.

## Edizioni
| Anno | Luogo                         | Data        | Città          | Conduttori                                       | Note   |
| ---- | ----------------------------- | ----------- | -------------- | ------------------------------------------------ | ------ |
| 2015 | Crocus City Hall              | 10 dicembre | Krasnogorosk   | Aleksandr Revva e Vera Brežneva                  | [ 2 ]  |
| 2016 | Palazzo di Stato del Cremlino | 7 dicembre  | Mosca          | Igor' Vernik e Ol'ga Šelest                      | [ 3 ]  |
| 2017 | Palazzo di Stato del Cremlino | 13 dicembre | Mosca          | Andrej Malachov                                  | [ 4 ]  |
| 2018 | Palazzo di Stato del Cremlino | 7 dicembre  | Mosca          | Andrej Malachov                                  | [ 5 ]  |
| 2019 | Palazzo di Stato del Cremlino | 5 dicembre  | Mosca          | Andrej Malachov                                  | [ 6 ]  |
| 2020 | Palazzo di Stato del Cremlino | 4 dicembre  | Mosca          | Aleksandr Revva                                  | [ 7 ]  |
| 2021 | Palazzo di Stato del Cremlino | 2 dicembre  | Mosca          | Anna Šatilova e ST                               | [ 8 ]  |
| 2023 | Live Arena                    | 1º marzo    | Novoivanovskoe | Tat'jana Veniaminovna Vedeneeva e Nikolaj Baskov | [ 9 ]  |
| 2024 | Live Arena                    | 16 marzo    | Novoivanovskoe | Tat'jana Veniaminovna Vedeneeva e ST             | [ 10 ] |
| 2025 | Live Arena                    | 1º marzo    | Novoivanovskoe | Mia Boyka e Vladimir Markoni                     | [ 11 ] |

## Categorie

### Categorie principali
- Cantautore dell'anno
- Canzone dell'anno
- Colonna sonora dell'anno
- Compositore dell'anno
- Concerto dell'anno
- Video musicale dell'anno

### Categorie di genere
- Cantante femminile
- Cantante maschile
- Gruppo pop dell'anno
- Hit dance dell'anno
- Miglior artista hip hop
- Miglior artista o gruppo rock
- Romanzo urbano dell'anno

### Categorie speciali
- Contributo alla cultura musicale russa
- Artista femminile radiofonica (dal 2025)
- Artista maschile radiofonico (dal 2025)

## Primati
| Artista          | Vittorie | Note   |
| ---------------- | -------- | ------ |
| Filipp Kirkorov  | 12       | [ 12 ] |
| Leonid Agutin    | 12       | [ 12 ] |
| Basta            | 8        | [ 12 ] |
| Michail Guceriev | 8        | [ 12 ] |
| Denis Macuev     | 5        | [ 12 ] |
| Dima Bilan       | 5        | [ 12 ] |
| Leningrad        | 5        | [ 12 ] |
| Anna Asti        | 4        | [ 12 ] |
| Anna Netbrebko   | 4        | [ 12 ] |
| Igor' Matvienko  | 4        | [ 12 ] |
| Loboda           | 4        | [ 12 ] |
| Polina Gagarina  | 4        | [ 12 ] |
| Zivert           | 4        | [ 12 ] |